# Roberto I de Nápoles
Roberto I de Nápoles, cognomado O Sábio (1275 - Nápoles, 19 de janeiro de 1343) foi um nobre napolitano da Casa capetiana de Anjou, foi Rei de Nápoles, Duque da Calábria, Rei Titular de Jerusalém e Conde de Provence e Forcalquier.

## Biografia
Era filho do rei Carlos II de Nápoles e Sicília e da rainha Maria da Hungria, rainha de Nápoles. Ainda que seu pai não chegou a reinar efetivamente o reino da Sicília, se considerava legítimo governante do reino que perdeu seu avô, Carlos I da Sicília, frente a Pedro III de Aragão. Roberto e seu irmão Luís passaram a ser reféns de Afonso III de Aragão quando deixou livre a seu pai, mas foram libertados mais tarde. Apesar da resignação de Jaime II de Aragão ao reino da Sicília, após a morte de seu irmão Afonso, o reino passou para um outro irmão, Frederico, que contou com o apoio dos nobres sicilianos, de modo que a Sicília foi mais uma vez para fora do domínio dos Anjou. A guerra travada pelo reino da Sicília terminou com a Paz de Caltabellota em 1302 pelo que a dinastia angevina definitivamente perdeu o reino.

### Guelfos e Gibelinos, manobras no cenário italiano
Em 1305 obteve o mando do partido guelfo o que lhe permitiu dominar algumas cidades italianas e intervir nelas, ainda assim falhou no intento de conseguir o poder em Milão e Gênova. Tomou parte nas guerras entre facções de Florença, onde foi proclamado seu mestre, mas teve que abandoná-lo devido à oposição do Papa Clemente V. Como líder dos guelfos se opôs ao imperador Henrique VII em 1311 e 1313 e da ocupação de Roma por ele em 1312, embora o imperador morresse em Siena, durante a campanha eleitoral para punir Roberto. Após a morte de Henrique VII, continuou as lutas contra os líderes gibelinos, no norte da Itália, Mateus II de  Visconti e Cangrande I della Scala. O poder de Roberto no norte foi significativo por causa de suas extensas participações em Piemonte e sua influência na Itália, que foi maior quando o Papa foi nomeado senador de Roma, em 1317 e ganhou o controle da Gênova (1318) e Brescia (1319), apoiantes do partido guelfo.

### Reino de Nápoles
Em 1309 foi proclamado herdeiro do trono napolitano e siciliano depois da morte de seu pai. Esta decisão contou com a aprovação do Papa Clemente V. Seu sobrinho Carlos Roberto I da Hungria, filho de Carlos Martel, primogênito de Carlos II, não reclamou o trono devido a que este estava tentando conquistar o trono húngaro que obteve em 1310. Foi coroado em Lyon por Clemente V.
A fim de facilitar a conciliação entre guelfos e gibelinos, Clemente V colocou o velho plano para reconstruir o reino de Arles, que ligaria os chefes das duas facções, Roberto, o Sábio e o imperador, Henrique VII. O plano era que o reino de Arles fosse cedido para um dos dois filhos de Roberto, que teria se casado com uma das filhas de Henrique. O plano falhou, no entanto, além da oposição de vários senhores feudais da Provença e da Borgonha, também contou com a oposição feroz do rei francês Filipe, o Belo, que não apoiando o estabelecimento de um reino de seus primos Anjou no sudeste da França, fez muita pressão na corte papal de Avinhão para que Clemente V retirasse o apoio ao projeto, que, sem o seu consentimento, tacitamente caiu.
Em 1328 enfrentou o imperador Luís IV da Baviera pelo poder na Itália. O imperador já tinha enviado tropas em 1323 a Milão para defender a cidade frente às pressões de Roberto. Em 1330 forçou a João I da Boêmia a abandonar o norte da Itália. O poder de Roberto na Itália era posto em dúvida apenas pelo reino aragonês na Sicília.
Em 1330 rompeu suas relações com o Papa João XXII.
Tomou partido na disputa sucessória do Marquesado de Saluzzo que enfrentou a Manfredo V e a seu sobrinho Tomás II em 1336. Tomás era membro dos Visconti e portanto, do partido gibelino, pelo que Roberto apoiou a Manfredo que pertencia ao partido guelfo. Roberto sitiou com êxito a cidade de Saluzzo que saqueou e incendiou. Capturou a Tomás II e o obligou a pagar um resgate por sua liberdade. O episódio foi recordado por Silvio Pellico.
Depois da batalha de Gamenario seu poder no Piemonte diminuiu e perdeu influência no norte.
A sua sucessão recaiu em sua neta Joana, de 16 anos, devido à morte prematura do seu filho mais velho, Carlos, em 1328. Joana estava prometida com André da Hungria (André, Duque da Calábria) de 15 anos, filho de Carlos Roberto I da Hungria e ao que se reconheciam os direitos sobre o trono de Nápoles e deveria ser coroado como rei devido ser neto de Carlos Martel, filho de Carlos II de Nápoles e Sicília, o que representou o principio do fim da dinastia angevina em Nápoles.

## Legado
Também conhecido como o pacificador da Itália. Durante seu governo, Nápoles mudou de porto sem charme para ser uma das mais belas cidades da Idade Média. Grande patrono das artes e seus estudos, tornando-se amigo pessoal de Petrarca e Boccaccio, que o recordou como uma pessoa educada e amante das artes. Ele foi coroado como poeta no Capitólio em Roma, em 1341.

## Casamento e descendência
Em 1297 se casou em Roma com Violante de Aragão e Sicília, filha de Pedro III de Aragão e de Constança de Hohenstaufen, matrimônio do qual obteve dois filhos:
- Carlos (1298 - 1328), nomeado duque da Calábria e portanto herdeiro do reino. Morreu antes que seu pai. Foi o pai de Joana I.
- Luís (1301 - 1310), morto na infância.

Depois da morte de Violante em 1302, casou-se em segundas núpcias em 21 de junho de 1304 em Collioure (localidade de Rosellón) com Sancha de Maiorca, filha de Jaime II de Maiorca. Desse matrimônio não teve descendência. Este matrimônio tinha como objetivo recuperar o Reino da Sicília.
Teve ainda uma filha ilegítima:
- Fiammetta, de mãe desconhecida, casada com Andrea Thopia, Senhor de Matija.